# Matilde Bajer
Pauline Matilde Theodora Bajer (Næstved, 4 de enero de 1840 - Copenhague, 4 de marzo de 1934) fue una activista por los derechos de la mujer, sufragista y pacifista danesa. 

## Biografía
Pauline Matilde Theodora Schlüter nació el 4 de enero de 1840 en Frederikseg, Herlufmagle Sogn, Municipio de Næstved, Dinamarca. Su padre era terrateniente. Se casó con Fredrik Bajer, a quien conocía desde la adolescencia, y lo convenció de que las mujeres deberían tener la misma posición que los hombres en la sociedad. Durante un breve período, fue presidenta de la Sociedad Danesa de Mujeres (Dansk Kvindesamfund ), que ayudó a fundar en 1871. En 1885 fue cofundadora y miembro destacada del ala política de la Asociación de Progreso de las Mujeres ( Kvindelig Fremskridtsforening ) que luchó por el sufragio femenino y tuvo éxito en 1915.
Bajer estuvo activa en la Sociedad Danesa de la Paz (Dansk Fredsforening) a la que se dedicó Fredrik La cuáquera y pacifista inglesa Priscilla Hannah Peckover se reunió con Fredrik y Matilde en una reunión de mujeres nórdicas en 1888. Peckover pagó los gastos de Matilde para poder participar en reuniones internacionales de paz. Matilde Bajer murió el 4 de marzo de 1934 en Copenhague .